# فرودگاه نیو آرک–هیث
 فرودگاه نیو آرک-هیث (به انگلیسی: Newark-Heath Airport) یک فرودگاه همگانی بهره‌برداری هوایی است که یک باند فرود آسفالت دارد و طول باند آن ۱۴۱۷ متر است. این فرودگاه در شهر نیوارک، اهایو کشور ایالات متحده آمریکا قرار دارد و در ارتفاع ۲۶۹ متری از سطح دریا واقع شده است.